# Privredna banka Beograd
Privredna banka Beograd (code BELEX: PRBN) est une ancienne banque serbe dont le siège était à Belgrade.
Privredna banka Beograd signifie « la banque commerciale de Belgrade ».

## Historique
Privredna banka Beograd a été admise au libre marché de la Bourse de Belgrade le 13 juin 2006 et en a été exclue le 21 mai 2013 ; admise au marché réglementé, elle en a été ensuite exclue le 8 novembre 2013. Sa licence bancaire lui a été retirée par la Banque nationale de Serbie le 26 octobre 2013 et une procédure de mise en faillite a été engagée.

## Activités
Privredna banka Beograd proposait des services financiers : crédits, transfert d'argent, courtage, dépôt, change, cartes de crédit, opérations de paiement, banque en ligne etc. La banque opérait dans toute la Serbie.

## Données boursières
Le 28 octobre 2013, lors de sa dernière cotation, l'action de Privredna banka Beograd valait 9 RSD (0,07 EUR),. Elle a connu son cours le plus élevé, soit 6 700 RSD (57,82 EUR), le 30 avril 2007 et son cours le plus bas, soit 9 RSD (0,07 EUR), le 21 octobre 2013.